# 张学武 (1974年)
张学武（1974年8月—），湖南浏阳人，汉族，盐津铺子创始人兼董事长，中国国民党革命委员会党员。中华人民共和国政治人物、第十三届全国人民代表大会湖南省代表。

## 生平
2018年，张学武被选为湖南省出席第十三届全国人民代表大会代表。